# Chloorazijnzuur
Chloorazijnzuur, ook wel monochloorazijnzuur, is een chemische verbinding met de molecuulformule ClCH2COOH. Chloorazijnzuur is een witte vaste stof die een sterk irriterende en stekende geur heeft. De stof lost makkelijk op in water, ethanol en andere organische oplosmiddelen. Chloorazijnzuur is een sterker zuur dan azijnzuur door de elektronzuigende werking van het chlooratoom.
Chloorazijnzuur kan gemaakt worden door azijnzuur te laten reageren met chloorgas in aanwezigheid van katalytische hoeveelheden azijnzuuranhydride of acetylchloride. Chloorazijnzuur vindt vele toepassingen in de synthese van andere stoffen, zo kan het gehydrolyseerd worden met loog tot glycolzuur of omgezet worden tot malonzuur.
Monochloorazijnzuur wordt sinds 14 november 2016 niet meer aangeraden voor het verwijderen van wratten; dit omdat de stof zeer toxisch is en gebruik ervan veiligheidsrisico's met zich mee brengt.